# 黃偉明 (香港)
黃偉明（英語：Roger Wong Wai-ming，1963年10月15日—），香港人，基督教徒，救恩堂會眾。反對同性婚姻組織「性傾向條例家校關注組」的召集人。黃偉明也是香港民運人士黃之鋒的父親。

## 生平
黃偉明幼時居住在觀塘「雞寮」七層徙置區（即觀塘徙置區，今改建為翠屏邨），在四個兄弟姊妹中排行第三，靠其父親當皮袋工廠工人的工資維生。之後，一家被安置到藍田的16層徙置區。
小學期間黃偉明成績優秀，小學五年級時，在校內的一場佈道會後成為基督徒。
黃偉明就讀於伊利沙伯中學，與律政司司長袁國強是同屆同學，但兩人並不認識，其妻子吳秋媚亦是中學同學兼青梅竹馬。1983年，黃偉明畢業於伊利沙伯中學。
1986年，黃偉明於香港大學電腦系畢業，之後在跨國金融機構的資訊科技部門工作。1995年後，黃偉明在不同公司的IT管理層當要職，直至2013年提早退休。
1989年，黃偉明與吳秋媚結婚。在6月3日兩人拍婚紗照後，因第二天發生六四事件，而沒舉行婚宴，只印了一張「國難當前，儀式從簡」的米色卡通知親友，亦曾參加過抗議游行。1996年，他們的兒子黃之鋒出生。
2004年，黃偉明創辦「中西區福音遍傳運動」。
2012年，立法會議員何秀蘭提出為「性傾向歧視條例，作公眾諮詢」。之後黃偉明成立了「維護傳統婚姻大聯盟」。2013年，黃偉明辭去IT管理層的工作，成立「性傾向條例家校關注組」，黃偉明作為召集人。并於同年1月13日參加添馬公園集會反對立法。
有中國內地網民根据黄之锋的面部长相懷疑黃偉明是越南裔，《環球網》否認這一說法。

## 觀點及事件
在2014年的一次采訪中，兒子黃之鋒曾稱父母是公民黨的支持者，因此被部分網民懷疑是公民黨的成員，黃偉明因此叫公民黨寫信澄清，並發佈在網上。
2015年，香港性教育會與香港家庭計劃指導會舉辦香港性文化節，受到多位家長反對。其中黃偉明質疑「把一些完全沒有道德爭議性生活方式的人士，與這些極具爭議性的不同性生活方式混為一談」，並認為這在方法論上是錯誤的。香港性教育會則批評黃偉明「表面關心社會，骨子無非自以為高人一等」。
平機會前總主任束健銘2014年離職前一天被要求就於教會分享性別歧視條例諮詢一事向平機會書面道歉並接受「封口令」，否則將不獲發約滿酬金。束健銘向勞審處提起訴訟，2015年7月22日續審時黃偉明作供並表示已知他是平機會職員，但認為香港有言論自由。
2015年，基督徒學生組織「香港基督徒學生運動」在香港中文大學舉辦的情慾工作坊，引發「性傾向條例家校關注組」不滿。黃偉明於10月19日約見校方，後於10月24日應香港基督徒學生運動的邀請出席「家長日」。香港基督徒學生運動幹事陳可樂批評黃偉明「干預學術自由」。
無綫電視節目《明珠檔案》探討宗教及同志社群之間的關係，其中有「Politically neutral and homophobic. That's how many church-goers regard their religion.（政治中立、恐同，很多教徒如此形容自己的宗教）」的發言，黃偉明批評節目混淆了「恐同」與「不認同同運」兩個概念，並呼籲向通訊事務管理局投訴。
2017年，香港高等法院裁定，在海外登記結婚的同性伴侶，享受公務員配偶福利。黃偉明認為此次判決是「強迫香港政府違反人權」，並呼籲政府上訴。
2017年，「雙學三子」黃之鋒、周永康、羅冠聰改判監禁，特首林鄭月娥回應稱「理解三子母親的心情，但理想崇高都要守法」。黃偉明批評該言論為「炎夏中的風涼話」。
黃偉明反對《性別承認法》，也反對變性，認為政府不應資助變性手術，主張廢除現行的變性程序。
黃偉明反對同志平權運動，而兒子黃之鋒則支持同志平權與性傾向歧視條例立法，因此兩人觀念常有不同，同時黃之鋒亦質疑黃偉明帶記者參觀其房間是侵犯私隱。
據《大公報》報導，2018年南區海怡半島舉行的「住宅業主大會第13座座代表選舉」中，黃偉明為候選人之一。而黃偉明平時較少理會社區事務，其選舉工作完全由兒子黃之鋒實際操作。最終黃偉明840票慘敗，勝選者羅錦洪獲1256票，相差超過400票。有居民批評黃偉明：「你個仔搞亂香港，你連仔都管唔好，點管整個大廈？」
2020年11月16日據傳媒報道，黃偉明數月前出售曾於2007年12月以415萬購入的鴨脷洲海怡半島13座極高層E室。由於市場經濟不景氣，多次降價後於980萬賣出，獲利約565萬。

## 備註
1. ↑  粵語意思為：「你的兒子搞亂香港，你管不好你的兒子，怎麼管理整棟大廈？」

## 外部連結
- 黃偉明的Facebook專頁
- 性傾向條例家校關注組的Facebook專頁
- 黃之鋒父親｜無畏無懼反同運聲言誓要「揭穿侵害人權假面具」（页面存档备份，存于）
- 黃偉明：建議討論「學生活動的社會責任與道德規範」（页面存档备份，存于）